# Antonio Viscomi
Antonio Viscomi (Petrizzi, 21 dicembre 1961) è un politico italiano, deputato del Partito Democratico.

## Biografia
Professore ordinario di diritto del lavoro presso la Facoltà di giurisprudenza dell’Università degli studi Magna Graecia di Catanzaro e direttore del Dipartimento di Diritto dell’Organizzazione Pubblica, Economia e Società per più anni, è chiamato come tecnico esterno a svolgere le funzioni di vicepresidente della Regione Calabria sotto la Giunta guidata da Mario Oliverio.
Alle elezioni politiche del 2018 viene eletto nel collegio plurinominale Calabria - 02.
Alle elezioni primarie del PD del 2019 sostiene la mozione del segretario uscente Maurizio Martina, ex ministro delle politiche agricole nei governi Renzi e Gentiloni e rappresentante l'area "filo-renziana" del partito, che risulterà perdente arrivando secondo con il 22% dei voti dietro a Nicola Zingaretti (66%).